# Предраг Пажин
Предраг Пажин (болг. Предраг Пажин, серб. Предраг Пажин, сербохорв. Predrag Pažin, нар. 14 березня 1973, Невесіньє, СФРЮ) — болгарський футболіст сербського походження, захисник.
Насамперед відомий виступами за клуб «Партизан», а також національну збірну Болгарії.

## Клубна кар'єра
У дорослому футболі дебютував 1991 року виступами за команду клубу «Сутьєска», в якій провів два сезони, взявши участь у 36 матчах чемпіонату. 
Протягом 1993—1995 років захищав кольори команди клубу «Рудар» (Плєвля).
Своєю грою за останню команду привернув увагу представників тренерського штабу клубу «Партизан», до складу якого приєднався 1995 року. Відіграв за белградську команду наступні чотири сезони своєї ігрової кар'єри.
Згодом з 1999 по 2007 рік грав у складі команд болгарських «Левскі» та «Спартака» (Плевен), турецького «Коджаеліспора»,  китайських «Бейцзін Гоань»  та «Шаньдун Лунен». Протягом 2003—2005 років грав в Україні за донецький «Шахтар».
Завершив професійну ігрову кар'єру в болгарському «Локомотиві» (Мездра), за команду якого виступав протягом 2008—2010 років.

## Виступи за збірну
Невдовзі після переходу до «Левскі» отримав болгарське громадянство і 2000 році дебютував в офіційних матчах у складі національної збірної Болгарії. Протягом кар'єри у національній команді, яка тривала 5 років, провів у формі головної команди країни 31 матч. Був учасником фінальної частини чемпіонату Європи 2004 року.

## Титули і досягнення
- Чемпіон Югославії (3):

«Партизан»: 1995-96, 1996-97, 1998-99
- Володар Кубка Югославії (1):

«Партизан»: 1997-98
- Чемпіон Болгарії (1):

«Левські»: 1999-2000
- Володар Кубка Болгарії (1):

«Левські»: 1999-2000
- Володар Кубка Туреччини (1):

«Коджаеліспор»: 2001-02
- Чемпіон України (1):

«Шахтар»: 2004-05
- Володар Кубка України (1):

«Шахтар»: 2003-04
- Чемпіон Китаю (1):

«Шаньдун Лунен»: 2006
- Володар Кубка Китаю (1):

«Шаньдун Лунен»: 2006